# Janna Jihad
Janna Tamimi (en árabe: جنى تميمي‎) (Nabi Salih, Estado de Palestina, 6 de abril de 2006), conocida como Janna Jihad (en árabe: جنى جهاد‎) o Janna Jihad Ayyad, es una activista palestina y periodista ciudadana.

## Trayectoria
Tamimi es de Nabi Salih, un pueblo en Cisjordania, Palestina. Su madre, Nawal Tamimi, es directora de Asuntos de la Mujer en el Ministerio de Desarrollo de Palestina. Es sobrina del activista Bassem al-Tamimi y prima de la activista Ahed Tamimi.
Comenzó a informar sobre el conflicto israelí-palestino cuando tenía siete años después de que dos miembros de su familia fueran asesinados, lo que la inspiró para documentar el conflicto de una manera que los medios de comunicación no habían hecho. Ha sido llamada "la periodista más joven de Palestina" y se la considera como una de las periodistas más jóvenes del mundo. Tamimi, que cree vivir en la Tercera Intifada, apoya la resistencia palestina. Comenzó a informar para presentar la perspectiva de los jóvenes palestinos que crecían en medio de la violencia, utilizando inicialmente el iPhone de su madre para capturar videos de las protestas cerca de su casa y subirlos a Facebook, Instagram, Snapchat y YouTube. Con el tiempo, comenzó a cubrir eventos y marchas en Jerusalén y Jordania. Ella informa en árabe y en inglés. Tiene más de 270.000 seguidores en Facebook.
En 2017, Tamimi, acogida por la Fundación Ahmed Kathrada, viajó a Sudáfrica para crear conciencia sobre la violencia en los territorios palestinos como parte de la gira Pals4Peace con Shamsaan Children of Palestine.

## Reconocimientos
En marzo de 2017, Tamimi recibió un Premio Internacional a la Benevolencia en Estambul, Turquía. Apareció en el documental Radiance of Resistance cuando tenía nueve años. Ha sido elogiada como una periodista innovadora y adelantada a su tiempo y criticada por algunos, como Petra Marquardt-Bigman, por ser un peón de propaganda.